# Osip Runič
Osip Runič (1889 – Johannesburg, 6 aprile 1947) è stato un attore russo.

## Filmografia parziale

### Attore
- Obožžёnnye kryl'ja (1915)
- Isterzannye duši (1917)
- Kak oni lgut (1917)